# Vidaillat
Vidaillat település Franciaországban, Creuse megyében. Lakosainak száma 201 fő (2022. január 1.). Vidaillat Chavanat, Le Monteil-au-Vicomte, La Pouge, Soubrebost, Saint-Hilaire-le-Château, Saint-Pardoux-Morterolles és Saint-Pierre-Bellevue községekkel határos.

## Népesség
A település népessége az elmúlt években az alábbi módon változott:
| Lakosok száma | 305  | 223  | 183  | 176  | 162  | 154  | 157  | 180  | 191  | 201  |
|               | 1968 | 1982 | 1990 | 2006 | 2013 | 2015 | 2017 | 2019 | 2020 | 2022 |